# Ma meilleure amie (chanson)
Pour les articles homonymes, voir Ma meilleure amie.
Singles de Vald
Kid Cudi
(2017) Vitrine
(2017)
Clip vidéo
[vidéo] « Vald - Ma meilleure amie », sur YouTube
Ma meilleure amie est un single du chanteur français Vald extrait de l'album Agartha. La chanson connait un succès, elle est certifiée disque de platine en France.

## Paroles
Ma meilleure amie, composée comme une comptine pour enfant, raconte l'addiction au cannabis.

## Vidéo clip
Réalisée par Kub & Cristo, la vidéo est publiée le 9 février 2017. Les figurants qui apparaissent dans clip interprètent dans un karaoké les paroles de la chanson. Vald finit l’interprétation au dernier refrain.

## Classements
| Classements (2017) | Meilleure position |
| ------------------ | ------------------ |
| France (SNEP)      | 69                 |

## Certification
| Pays   | Organisme | Certification | Seuil                            |
| ------ | --------- | ------------- | -------------------------------- |
| France | SNEP      | Platine       | 20 millions d'équivalent streams |